# Amischotolype monosperma
Amischotolype monosperma är en himmelsblomsväxtart som först beskrevs av Charles Baron Clarke, och fick sitt nu gällande namn av Ian Mark Turner. Amischotolype monosperma ingår i släktet Amischotolype och familjen himmelsblomsväxter. Inga underarter finns listade.